# Euoestrophasia crosskeyi
Euoestrophasia crosskeyi är en tvåvingeart som beskrevs av Guimaraes 1975. Euoestrophasia crosskeyi ingår i släktet Euoestrophasia och familjen parasitflugor. Inga underarter finns listade i Catalogue of Life.